# دايفيد واتس
دايفيد واتس (بالإنجليزية: David Watts)‏ هو مجدف أسترالي، ولد في 5 فبراير 1992 في ستوكتون أون تيز ‏ في المملكة المتحدة.

## وصلات خارجية
- دايفيد واتس على موقع الاتحاد الدولي للتجديف (الإنجليزية)
- دايفيد واتس على موقع اللجنة الأولمبية الدولية (الإنجليزية)
- دايفيد واتس على موقع أوليمبيديا (الإنجليزية)
- دايفيد واتس على موقع اللجنة الأولمبية الأسترالية (الإنجليزية)